# Savitaipale
Savitaipale  [ˈsɑvitɑi̯pɑlɛ] ist eine Gemeinde in Südost-Finnland mit 3247 Einwohnern (Stand 30. Juni 2022). Sie liegt in der Region Südkarelien, rund 39 Kilometer nordwestlich der Stadt Lappeenranta.
Das Gemeindezentrum von Savitaipale liegt am Kuolimo-See im Bereich des Salpausselkä-Höhenzuges. Die Landstraße 13 durchquert das gesamte Gemeindegebiet. Insgesamt gibt es in Savitaipale rund 2800 Ferienhäuser.
Zu den Sehenswürdigkeiten der Gemeinde gehören die Partakoski-Stromschnellen, die 1793 unter russischer Herrschaft fertiggestellte Kärnäkoski-Festung sowie die 1924 nach Plänen von Josef Stenbäck erbaute Granitkirche im Ort Savitaipale.

## Ortschaften
Zu der Gemeinde gehören die Orte Havola, Hyrkkälä, Jokeinmaa, Kaihtula, Karhula, Kaskeinkylä, Kaulio (Kauliala), Kokkola, Korhola, Korpela, Koskeinkylä, Kuivanen, Kunttula, Kurhila (Järviä), Kylliälä, Kärpänen, Laksiainen, Lamminpää, Luotola, Luotolahti, Lyytikkälä, Marttila, Monola, Niinimäki, Paukkula, Peltoinlahti, Pettilä, Purtoismäki, Pöntylä, Rahikkala, Rantala, Ratasalo, Savitaipale, Solkeinkylä, Susivuori, Säänjärvi, Tukiala, Uiminniemi, Valkolanmäki, Virmajärvi und Välijoki.

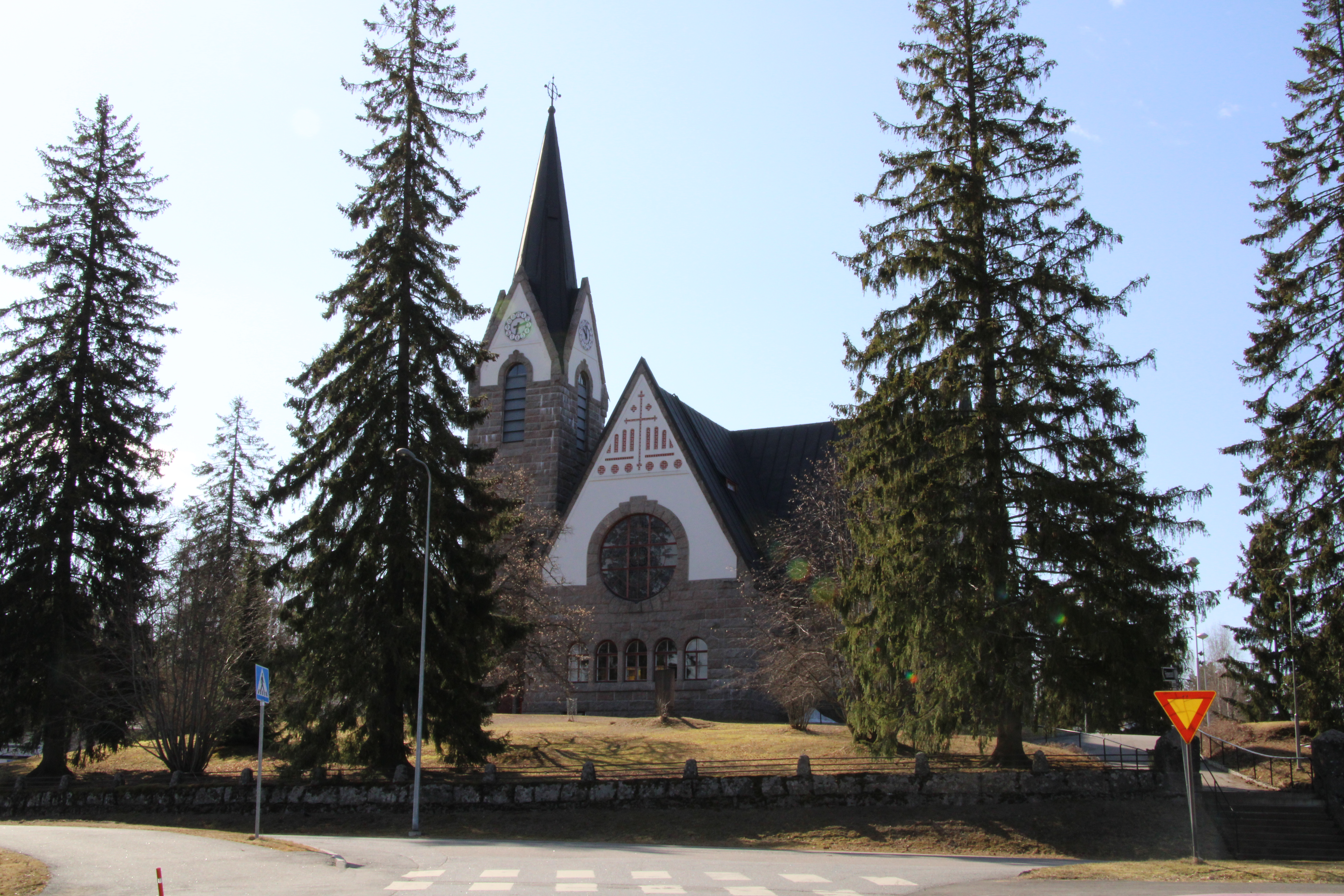
Granitkirche in Savitaipale
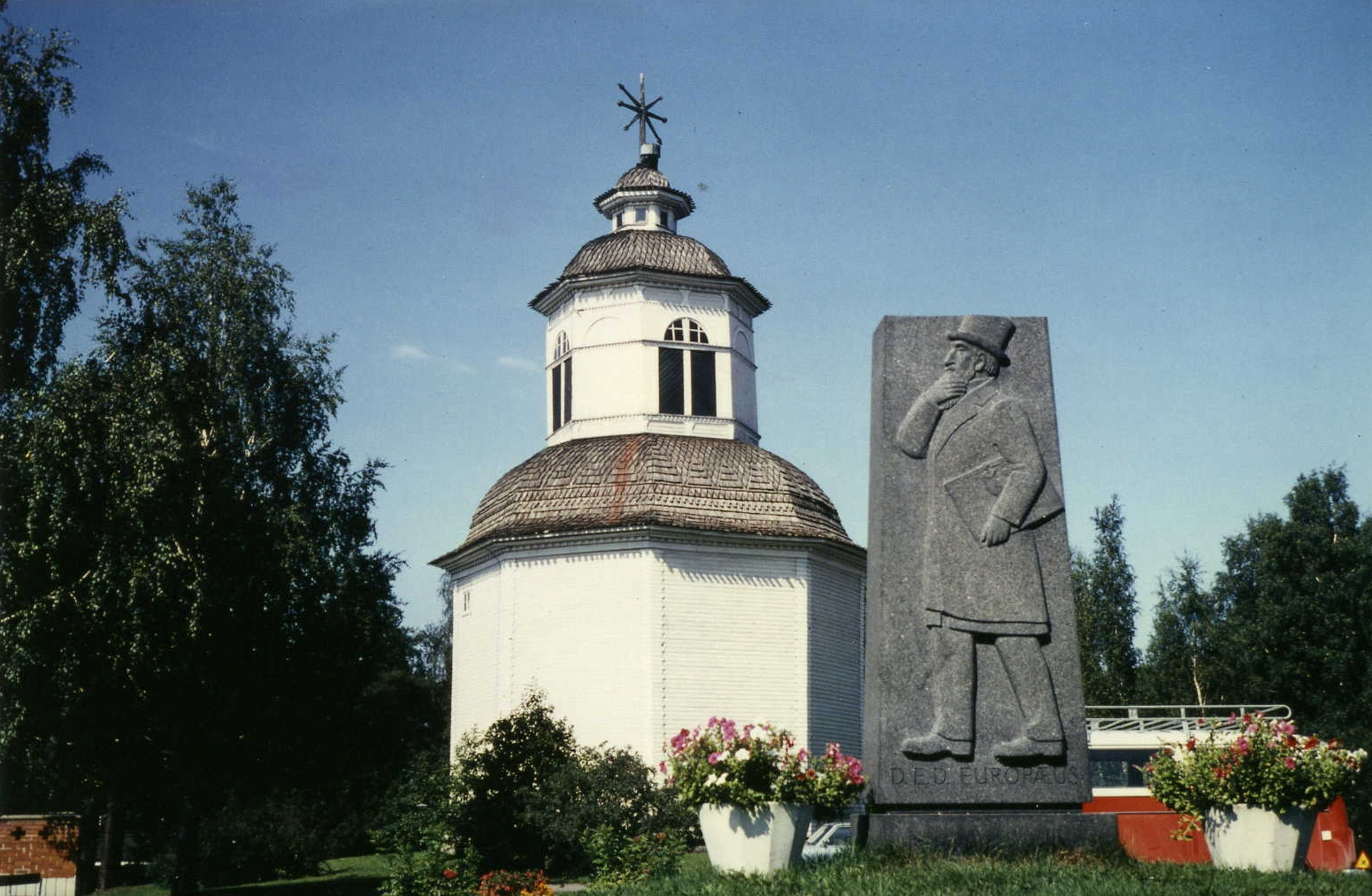
Holzglockenturm der Granitkirche in Savitaipale
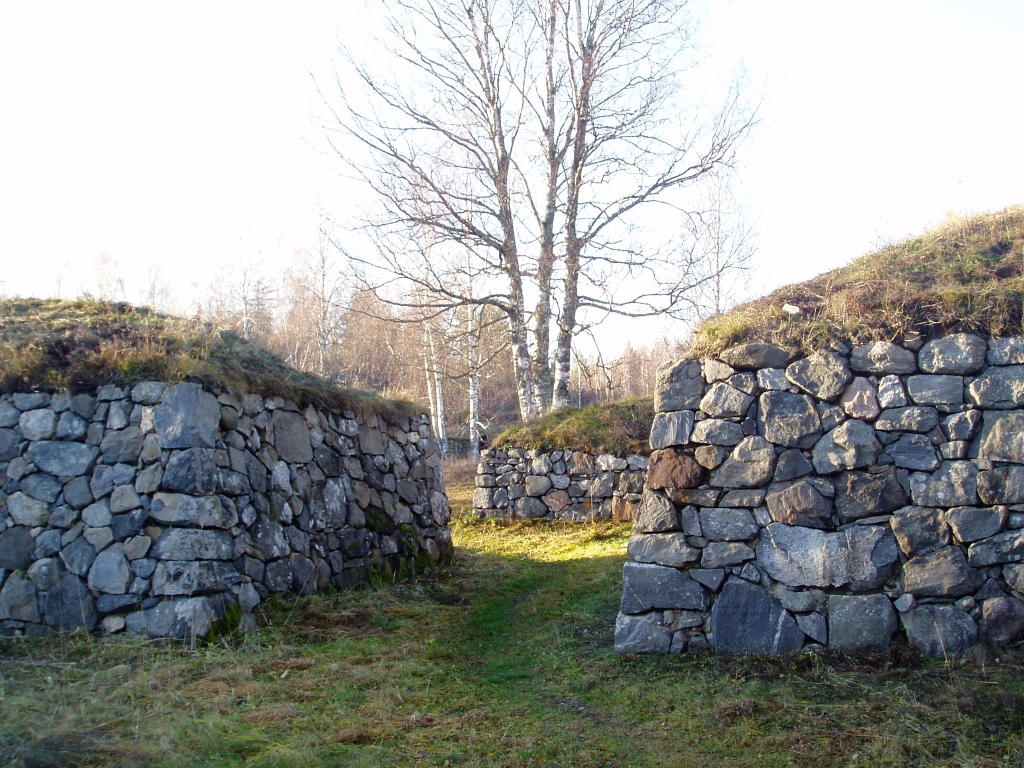
Überreste der Kärnäkoski-Festung

## Söhne und Töchter
- Toimi Alatalo (1929–2014), Skilangläufer
- Jonni Myyrä (1892–1955), Speerwerfer
- Päivi Tikkanen (* 1960), Langstreckenläuferin